# Nothobranchius eggersi
Nothobranchius eggersi – gatunek słodkowodnej ryby z rzędu karpieńcokształtnych. Występuje w Tanzanii. Osiąga do 5 cm długości. Jest łatwy w hodowli w akwarium.